# Isla de La Juventud (club de fútbol)
El FC Isla de La Juventud, es un club de fútbol cubano con sede en Nueva Gerona, Isla de la Juventud. Actualmente juega en el Campeonato Nacional de Fútbol de Cuba.

## Jugadores destacados
- Yoandir Puga[1]